# Chemulavaripalli, Bagepalli
Chemulavaripalli là một làng thuộc tehsil Bagepalli, huyện Kolar, bang Karnataka, Ấn Độ.